# واهه هاکوبیان
واهه آلبرتی هاکوبیان (ارمنی: Վահե Ալբերտի Հակոբյան؛ زادهٔ ۱۲ ژوئن ۱۹۷۱) یک  سیاستمدار اهل ارمنستان است که از تاریخ ۲۰۲۱ تا تاریخ ۲۰۲۶ سمت نمایندگی دوره هشتم مجلس ملی جمهوری ارمنستان را برعهده داشت. وی پیشتر  از تاریخ ۴ اکتبر ۲۰۱۶ سمت استاندار سیونیک را برعهده دارد.

## زندگینامه
در ۱۲ ژوئن ۱۹۷۱ در ایروان به دنیا آمد و از دانشگاه پلی‌تکنیک ارمنستان فارغ التحصیل شد. 